# Isomyia pseudoviridana
Isomyia pseudoviridana är en tvåvingeart som först beskrevs av Peris 1952.  Isomyia pseudoviridana ingår i släktet Isomyia och familjen Rhiniidae. Inga underarter finns listade i Catalogue of Life.